# Austrolimnophila norrisiana
Austrolimnophila norrisiana là một loài ruồi trong họ Limoniidae. Chúng phân bố ở miền Australasia.